# Niedersächsischer Turner-Bund

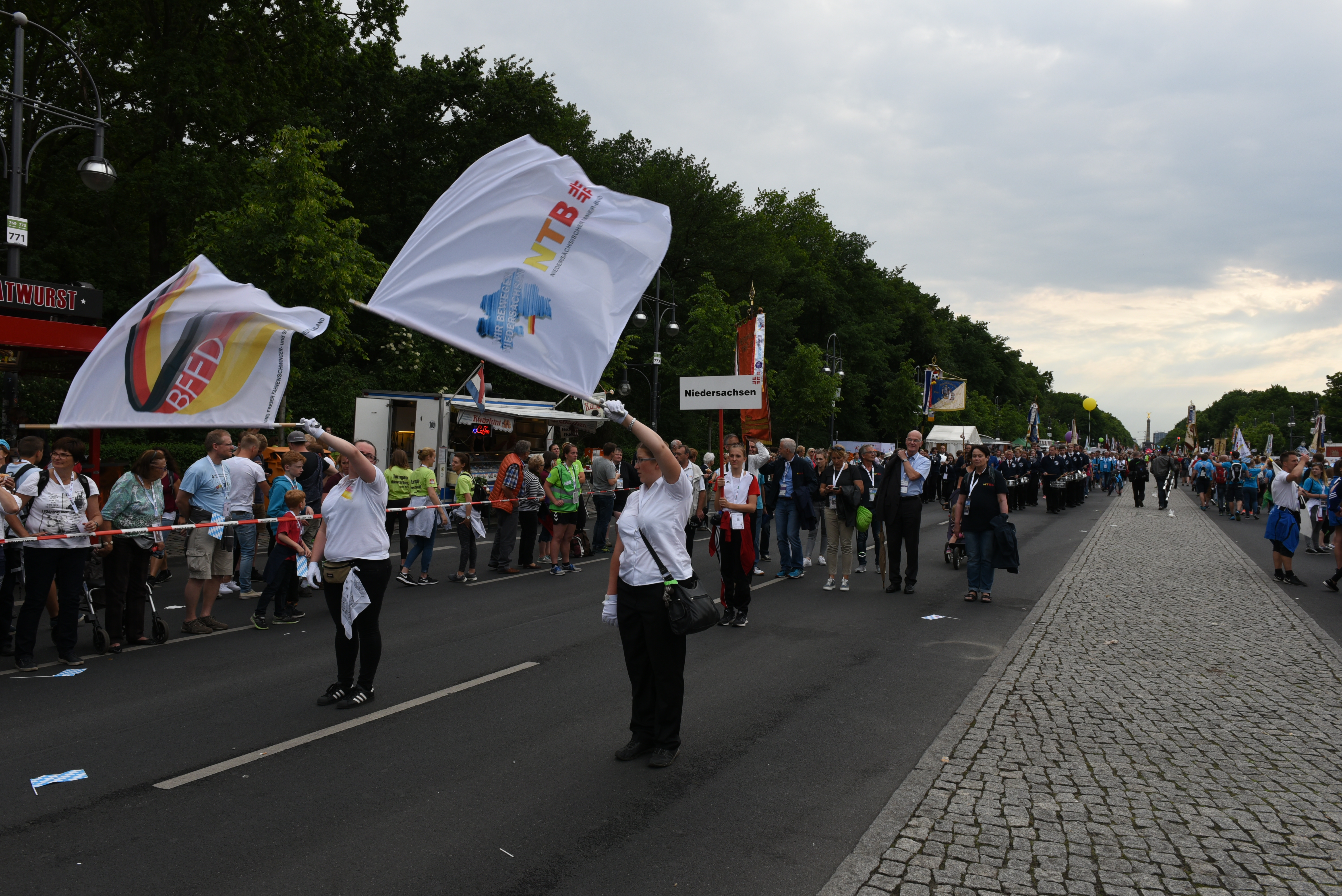
Der Niedersächsische Turner-Bund beim Internationalen Deutschen Turnfest 2017.

Der Niedersächsische Turner-Bund (NTB) ist mit über 780.000 Mitgliedern größter Sportfachverband im Landessportbund Niedersachsen und größter Landesfachverband im Deutschen Turner-Bund.
Rund 50.000 Übungsleiter und ehrenamtliche Entscheidungsträger in 2.850 Vereinen und 45 Turnkreisen sind im NTB tätig. Es gibt ein großes Bewegungsangebot, dass sich von Geräteturnen über Orientierungslauf bis zu Turnspielen wie Indiaca erstreckt.

## Geschichte
Der Niedersächsische Turner-Bund erst 1947 gegründet.
Die Northeimer Tagung im September 1947 bewirkte besonders für den niedersächsischen Raum eine Straffung der turnerischen Organisation. In den Kreisen und Bezirken hatte sich das Turnen wieder so gefestigt, dass Carl Körner am 24. Oktober 1947 im Fürstenzimmer der Bahnhofsgaststätten zu Hannover die endgültige Umwandlung des provisorischen Turnausschusses in den „Turnverband Niedersachsen“ einleiten konnte. 120 Abgeordnete beschlossen durch Erheben von den Plätzen einstimmig die Gründung des eigenständigen Landesturnverbandes, der sich dann 1958 mit Turntagsbeschluss umbenannte in „Niedersächsischer Turner-Bund“.

## Aufgaben
Der NTB ist der Verband für „lebensbegleitende Bewegungsentwicklung und Bewegungsfreude“ und betreut viele Zielgruppen. Kinder, Frauen und Ältere machen 80 Prozent der Mitglieder aus. Das erfordert ein breites Angebot von Kinderturnen über Gymnastik, Tanz und Aerobic für Frauen bis hin zu Gesundheitssport, bei dem auch Geselligkeit im Vordergrund steht. Der NTB arbeitet mit verschiedenen Schulen, Universitäten, Kindergärten, Medien, Unternehmen und sozialen Einrichtungen zusammen.
Außerdem organisiert der Turner-Bund Veranstaltungen wie das Erlebnis Turnfest, das Feuerwerk der Turnkunst, den Showgruppenwettbewerb Rendezvous der Besten, den NTB-Kongress, die Kinderturn-Show, sowie nationale und internationale Spitzensportveranstaltungen. In der Vergangenheit wurden u. a. folgende Großveranstaltungen ausgerichtet: der Internationale Messe-Cup, das Gruppen-Masters in der Rhythmischen Sportgymnastik, das Turnmusical TABEA, die Aerobic-WM 1999, die Trampolin-WM 2003, die Faustball-WM 2007 sowie das Kinderturnmusical Sternenland in Kinderhand.

## Einrichtungen
Der NTB verfügt über verschiedene Einrichtungen:

### Geschäftsstelle
Die Geschäftsstelle mit Sitz in Hannover ist die zentrale Beratungsstelle des NTB. Verschiedene Aufgaben werden hier erledigt wie die Wahrnehmung der Interessen der Mitglieder, Mitgliederbetreuung und -pflege, Organisation zahlreicher Veranstaltungen, Durchführung von Meisterschaften, Vereinsservice und Öffentlichkeitsarbeit, Finanzen und Verwaltung, Turnerjugend.

### Landesturnschule
Die Landesturnschule Melle ist die zentrale Aus- und Fortbildungseinrichtung des Niedersächsischen Turner-Bundes. Ihre Aufgaben liegen in der Organisation, Betreuung und Verwaltung verschiedener Lehrgänge. Sie verfügt über Sportstätten und Seminarräume, die Freizeiten, Tagungen und Seminare möglich machen. Neben den Angeboten in der Landesturnschule gibt es viele weitere Angebote in den jeweiligen Turnkreisen.

### Jugendbildungsstätte
Die Jugendbildungsstätte des NTB befindet sich auf Baltrum und wird ehrenamtlich betreut. Es werden hier Familienfreizeiten, Jugendfreizeiten und andere Seminare angeboten, an denen alle Mitglieder des NTB, befreundete Turnverbände sowie Schulen, Studenten und Vereinsgruppen teilnehmen können.

### Turn- und Sportfördergesellschaft
Die Turn- und Sportfördergesellschaft (TSF) ist die zentrale Vermarktungsagentur des NTB. Unter anderem wird hier die Tour des Feuerwerks der Turnkunst organisiert. Die TSF entwickelt auch Lehrgänge in den Bereichen Fitness und Aerobic und vermittelt Turner, Artisten und Künstler für Firmen- und Vereinsfeste.

### Schule für Sport, Gesundheit & Bildung
Die Schule für Sport, Gesundheit & Bildung in Melle im Osnabrücker Land bietet seit September 2014 eine Ausbildung zum geprüften Bewegungspädagogen Sport- und Gymnastiklehrer. Geeignet ist die Ausbildung für alle Haupt- und Realschüler, Abiturienten, berufliche Quereinsteiger und Übungsleiter mit Leidenschaft für Sport. Die Dauer der Ausbildung beträgt drei Jahre. Die Schule wurde von der Landesschulbehörde als Ergänzungsschule anerkannt. Außerdem ist die Schule als außerordentliches Mitglied im LandesSportBund Niedersachsen (LSB) aufgenommen worden.

### Niedersächsische Kinderturnstiftung
Die Niedersächsische Kinderturnstiftung wurde 2013 vom Niedersächsischen Turner-Bund e. V. initiiert. Mit der Gründung der Niedersächsischen Kinderturnstiftung will sich der Fachverband über die Pflichten des organisierten Sports hinaus für die Förderung von Kindern einsetzen.

## Niedersächsische Turnerjugend
Die Niedersächsische Turnerjugend (NTJ) ist die selbst verwaltete Kinder- und Jugendorganisation des Niedersächsischen Turner-Bundes e. V. und versteht sich als Interessenvertretung der Kinder und Jugendlichen der niedersächsischen Turn- und Sportvereine. Die NTJ organisiert ebenso Lehrgänge, Freizeiten und auch den jährlichen TUJU-Treff.

## Turnfest
Seit 1950 veranstaltet der NTB das Landesturnfest (heute Erlebnis Turnfest genannt). Das Erlebnis Turnfest ist die größte Breitensportveranstaltung in Norddeutschland und kann bis zu ca. 300.000 Besucher und 20.000 aktive Teilnehmer in der jeweiligen Turnfest-Stadt willkommen heißen. Es folgt in Tabellenform die Historie der Turnfeste:
| Nr. | Jahr | Ort            |
| --- | ---- | -------------- |
| 01  | 1950 | Verden (Aller) |
| 02  | 1955 | Göttingen      |
| 03  | 1960 | Oldenburg      |
| 04  | 1965 | Osnabrück      |
| 05  | 1970 | Lüneburg       |
| 06  | 1975 | Emden          |
| 07  | 1980 | Verden (Aller) |
| 08  | 1985 | Salzgitter     |
| 09  | 1989 | Hannover       |
| 10  | 1993 | Wolfsburg      |

| Nr. | Jahr      | Ort          |
| --- | --------- | ------------ |
| 11  | 1996      | Stade        |
| 12  | 2000      | Oldenburg    |
| 13  | 2004      | Hameln       |
| 14  | 2008      | Braunschweig |
| 15  | 2012      | Osnabrück    |
| 16  | 2016      | Göttingen    |
| 17  | 2020 2023 | Oldenburg    |